# MTX Tatra V8

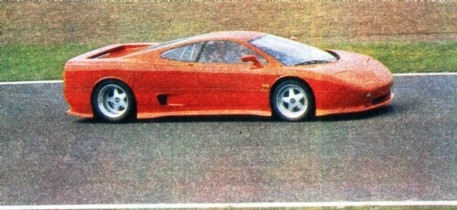
MTX Tatra V8

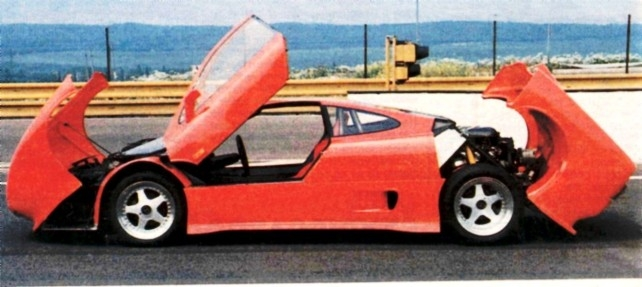
MTX Tatra V8

Der MTX Tatra V8 ist ein zweisitziger Sportwagen des tschechischen Herstellers MTX spol. Er wurde 1991 auf dem Prager Autosalon vorgestellt.

## Geschichte
Der MTX Tatra V8 wurde vom tschechischen Designer Václav Král gezeichnet und zusammen mit der Firma MTX gebaut, daher die Bezeichnung „MTX“. Er besaß den luftgekühlten V8-Motor des Tatra 613-4, der allerdings auf 3,9 Liter Hubraum aufgebohrt und mit Vergasern oder einer Bosch-K-Jetronic ausgestattet war. Die Karosserie entsprach der des Prototyps 625, hatte jedoch eine andere Fronthaube, einen größeren Heckspoiler und Scherentüren. 
Am 8. Mai 1997 brach das Fahrzeug den Geschwindigkeitsrekord über 1/8 Meile (200,25 m) mit 210,895 km/h.
Kanye West fährt das Fahrzeug in seinem 35-minütigen Kurzfilm Runaway.

## Technische Daten
MTX Tatra V8 Baujahr 1991
- Länge: 4600 mm
- Breite: 1980 mm
- Gesamthöhe: 1170 mm
- Radstand: 2400 mm
- Motor: Tatra 623 - Achtzylinder-V-Motor mit DOHC-Ventilsteuerung, luftgekühlt (2 axiale Kühlgebläse), Vergaser oder Einspritzanlage Bosch K-Jetronic
- Hubraum: 3919 cm³
- Leistung: 160–225 kW (218–306 PS) bei 6000–6700/min
- Getriebe: Einscheiben-Trockenkupplung, Fünfgang-Schaltgetriebe mit Mittelschaltung, vollsynchronisiert
- Antriebsart: Hinterradantrieb
- Leergewicht 1350 kg
- Höchstgeschwindigkeit (Werksangabe): 246 km/h (Vergaserversion), 265 km/h (Einspritzversion)
- Beschleunigung 0–100 km/h: 6,2 s (Vergaserversion), 5,6 s (Einspritzversion)